# Frits Lintmeijer
F.C.W.C. (Frits) Lintmeijer (Amersfoort, 1 augustus 1957) is een Nederlands politicus namens GroenLinks.

## Maatschappelijke loopbaan
Lintmeijer studeerde van 1974 tot 1981 Sociaal Culturele Wetenschappen aan de Universiteit Utrecht. Tussen 1981 en 1990 werkte hij bij de gemeente Utrecht als voorlichter. Daarna werkte hij tussen 1990 en 1996 hoofd PR van de Nederlandse Spoorwegen en tussen 1996 en 2000 was hij directeur van Berenschot Communicatie. Vanaf 2000 was hij mede-eigenaar van het communicatiebureau Maatschap voor Communicatie. In 2008 verliet hij de maatschap om door te gaan als zelfstandig organisatie- en communicatieadviseur en strateeg, met name in de publieke sector; als zodanig werkte hij als interim-manager bij onder andere het Centraal Bureau voor de Statistiek en Portaal.

## Politieke carrière
Naast zijn werk is Lintmeijer lid van het bestuur van de groene waterschapspartij Water Natuurlijk. Daarvoor was hij bestuurslid in de culturele en welzijnssector in Utrecht. Hij was in 2009-2010 voor GroenLinks lid van zowel de landelijke als de Utrechtse kandidatencommissie.
Van april 2010 tot april 2014 was Lintmeijer wethouder in Utrecht. Hij had in zijn portefeuille verkeer en luchtkwaliteit, cultuur, monumenten, internationale- en regiozaken. In 2012 diende hij een omstreden voorstel in om klassieke auto's in de binnenstad van Utrecht te verbieden. Dit leidde tot fel protest, vooral omdat bewoners van de binnenstad daardoor voor de keuze worden gesteld: verhuizen of hun klassieker verkopen. Na de gemeenteraadsverkiezingen van 2014 keerde hij niet terug als wethouder.
Van 2015 tot 2019 was Lintmeijer lid van de Eerste Kamer.

## Privé
Lintmeijer is gehuwd en heeft drie dochters.
- Parlement.com: vjrbic1s76qg